# مصر العليا للتصنيع الغذائي واستصلاح الأراضي
مصر العليا للتصنيع الزراعي أو الفراعنة هي إحدى الشركات التابعة لـ"جهاز مشروعات الخدمة الوطنية للقوات المسلحة"، التابع بدوره لوزارة الدفاع المصرية،.

## مزارع تابعة
- مزرعة وادي الشيح [1]